# Британское кладбище (Мадрид)
Британское кладбище (англ. British Cemetery, исп. Cementerio de los Ingleses) — некрополь в Мадриде, в Испании.
В настоящее время кладбище закрыто для новых захоронений. Исключением являются кремированные.

## История
Кладбище было открыто в 1854 году в пригороде Мадрида Карабанчеле. В том же году были произведены первые захоронения.
Число захороненных составляет около тысячи человек. Из них почти половина — граждане Британской империи. На кладбище захоронены также 63 немца, 49 американцев, 30 испанцев, 28 швейцарцев, 27 французов, а остальные — граждане из 37 стран мира.
Среди погребённых американский художник Уолтер Ширлоу, российский дипломат Фёдор Андреевич Будберг и другие. С 1977 по 1995 год на кладбище покоились останки Ираклия Георгиевича Багратион-Мухранского, который был позднее перезахоронен в Грузии.